# Lomagramma lomarioides
Lomagramma lomarioides là một loài thực vật có mạch trong họ Lomariopsidaceae. Loài này được (Blume) J. Sm. mô tả khoa học đầu tiên năm 1875.